# اولاد سی احمد
اولاد سی احمد (به عربی: أولاد سی أحمد) یک شهرداری در الجزایر است که در استان سطیف واقع شده‌است.